# Provincia di Bougouriba
La provincia di Bougouriba è una delle 45 province del Burkina Faso, situata nella Regione del Sud-Ovest. Il capoluogo è Diébougou.

## Struttura della provincia
La Provincia di Bougouriba comprende 5 dipartimenti, di cui 1 città e 4 comuni:

### Città
- Diébougou

### Comuni
- Bondigui
- Dolo
- Nioronioro
- Tiankoura